# Beneš-Mráz Be-50
Die Beneš-Mráz Be-50 und Be-51 Beta-Minor waren tschechoslowakische Schul- und Sportflugzeuge. Sie bildeten den Anfang einer Reihe von sich in den 1930er Jahren großer Beliebtheit erfreuender ziviler Typen des 1935 in Choceň gegründeten Unternehmens Beneš-Mráz.

## Entwicklung
Pavel Beneš und Jaroslav Mráz entwarfen im Gründungsjahr ihrer Firma die Be-50 als zweite Konstruktion nach der Be-60. Der erste Prototyp, dem noch ein zweiter folgte, absolvierte im gleichen Jahr seinen Erstflug. Im Jahr darauf nahmen zwei Be-50 am internationalen 12-Stunden-Preis von Angers teil. Der Bau von zwei Serien, die insgesamt 54 Stück umfassten, wurde 1937 durchgeführt. Als Nachfolger erschien 1937 die Be-51, die sich von ihrer Vorgängerin durch verringerte Spannweite und Flügelfläche unterschied und zudem über eine geschlossene Kabinenhaube verfügte. Die Produktion begann 1938 und wurde nach der deutschen Okkupation des Landes fortgesetzt. Von den 1938 gebauten 52 Be-51 wurden zwölf von der Luftwaffe übernommen und als Verbindungsflugzeug und für Schulaufgaben eingesetzt. 1939 wurden 73 weitere Flugzeuge produziert, so dass die Gesamtzahl der gebauten Be-51 125 Stück umfasste.
Als weitere Nachfolger der Be-50 entstanden 1936 die Be-52 Beta-Major mit einer Länge von 7,06 m und deren einsitziges Gegenstück Be-56 mit 7,55 m. Beide besaßen eine Spannweite von 10,66 m, waren mit einem stärkeren Major-4-Triebwerk ausgerüstet und blieben Prototypen.

## Aufbau
Die Be-50/Be-51 waren freitragende Tiefdecker in Ganzholzbauweise. Der Rumpf und die dreiteilige Tragfläche besaßen Sperrholzbeplankung. Beide Typen waren mit einem Doppelsteuer und mit einem ebenfalls freitragenden Normalleitwerk aus Holz ausgerüstet. Die Haupträder des Fahrwerks waren starr und mit aerodynamischen Verkleidungen versehen („Hosenbeinfahrwerk“), am Heck befand sich ein Schleifsporn.

## Technische Daten

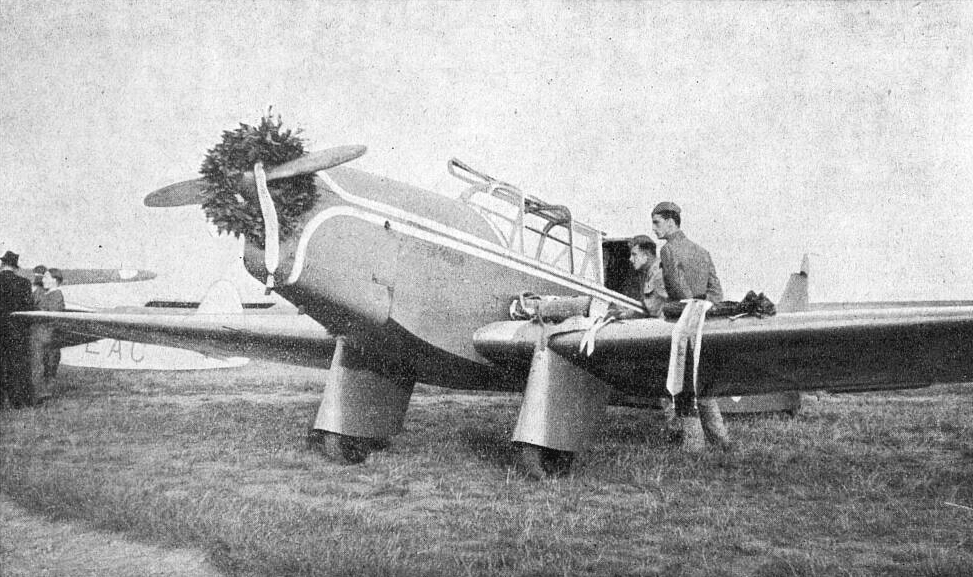
Be-51 mit geschlossener Kabine

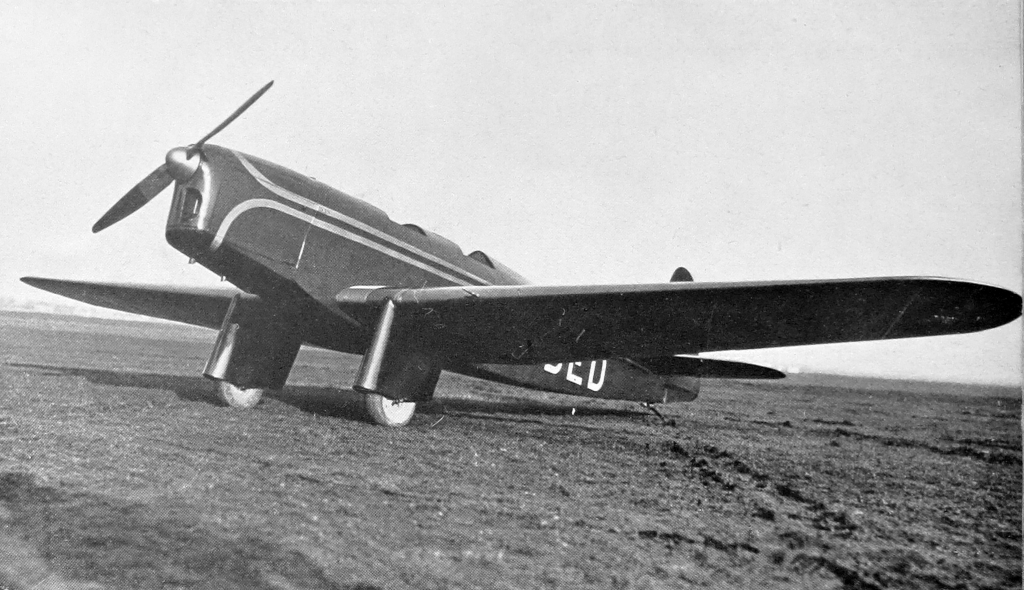
Be-52 mit Walter-Major-Triebwerk

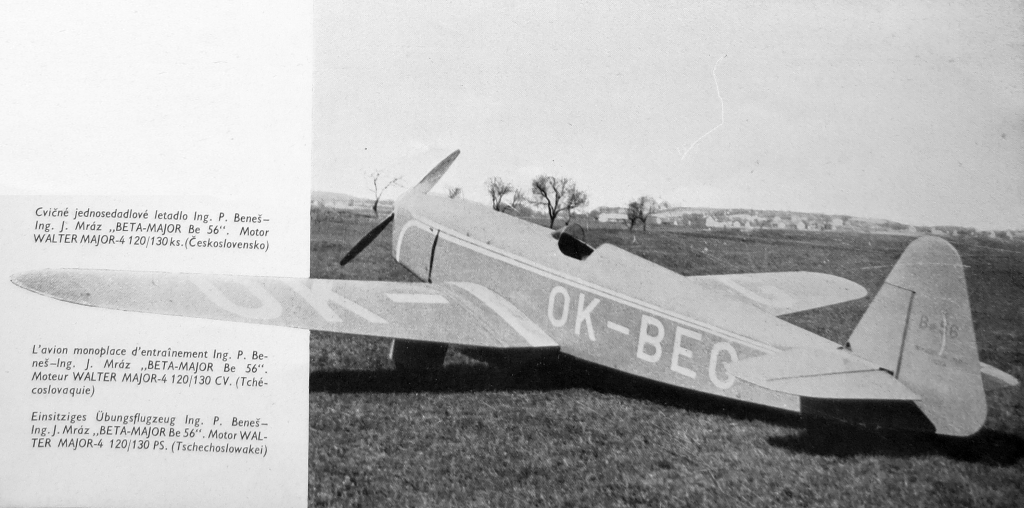
Die einsitzige Ausführung Be-56

| Kenngröße                  | Daten (Be-50)                                         | Daten (Be-51)                                         | Daten (Be-52)                                           | Daten (Be-56)                                           |
| -------------------------- | ----------------------------------------------------- | ----------------------------------------------------- | ------------------------------------------------------- | ------------------------------------------------------- |
| Besatzung                  | 2                                                     | 2                                                     | 2                                                       | 1                                                       |
| Spannweite                 | 12,16 m                                               | 11,44 m                                               | 10,66 m                                                 | 10,66 m                                                 |
| Länge                      | 7,76 m                                                | 7,76 m                                                | 7,06 m                                                  | 7,55 m                                                  |
| Höhe                       | 1,80 m                                                | 2,05 m                                                | 2,02 m                                                  | 2,02 m                                                  |
| Flügelfläche               | 16,30 m²                                              | 15,30 m²                                              | 14 m²                                                   | 14 m²                                                   |
| Flügelstreckung            | 9,1                                                   | 9,1                                                   | 8,1                                                     | 8,1                                                     |
| Flächenbelastung           | 50,7 kg/m²                                            | 45,9 kg/m²                                            | 58,6 kg/m²                                              | 50,7 kg/m²                                              |
| Leistungsbelastung         | 5,5 kg/PS                                             | 7,9 kg/PS                                             | 6,3 kg/PS                                               | 5,4 kg/PS                                               |
| Flächenleistung            | 9,3 PS/m²                                             | 5,8 PS/m²                                             |                                                         |                                                         |
| Rüstmasse                  | 420 kg                                                | 480 kg                                                | 550 kg                                                  | 530 kg                                                  |
| Zuladung                   | 280 kg                                                | 270 kg                                                | 270 kg                                                  | 180 kg                                                  |
| Startmasse                 | 700 kg                                                | 750 kg                                                | 820 kg                                                  | 710 kg                                                  |
| Antrieb                    | ein luftgekühlter Vierzylinder-Reihenmotor            | ein luftgekühlter Vierzylinder-Reihenmotor            | ein luftgekühlter Vierzylinder-Reihenmotor              | ein luftgekühlter Vierzylinder-Reihenmotor              |
| Typ                        | Walter Minor 4-I                                      | Walter Minor 4-I                                      | Walter Major 4-I                                        | Walter Major 4-I                                        |
| Startleistung Nennleistung | 95 PS (70 kW) bei 2550/min 85 PS (63 kW) bei 2260/min | 95 PS (70 kW) bei 2550/min 85 PS (63 kW) bei 2260/min | 130 PS (96 kW) bei 2350/min 120 PS (88 kW) bei 2100/min | 130 PS (96 kW) bei 2350/min 120 PS (88 kW) bei 2100/min |
| Höchstgeschwindigkeit      | 200 km/h                                              | 205 km/h                                              | 235 km/h                                                | 240 km/h                                                |
| Reisegeschwindigkeit       | 170 km/h                                              | 175 km/h                                              | 200 km/h                                                | 205 km/h                                                |
| Landegeschwindigkeit       | 50 km/h                                               | 60 km/h                                               | 62 km/h                                                 | 58 km/h                                                 |
| Steiggeschwindigkeit       | 3,3 m/s in Bodennähe                                  |                                                       |                                                         |                                                         |
| Steigzeit                  |                                                       | 5,0 min auf 1000 m Höhe                               | 4,20 min auf 1000 m Höhe                                | 3,0 min auf 1000 m Höhe                                 |
| Dienstgipfelhöhe           | 4600 m                                                | 4600 m                                                | 5200 m                                                  | 6000 m                                                  |
| Reichweite                 | 750 km                                                | 750 km                                                | 600 km                                                  | 600 km                                                  |